# 鲁皮希特罗特
鲁皮希特罗特是德国北莱茵-威斯特法伦州的一个市镇。总面积61.96平方公里，总人口10624人，其中男性5198人，女性5426人（2011年12月31日），人口密度171人/平方公里。